# Lichenochora verrucicola
Lichenochora verrucicola is een korstmosparasiet en behoort tot de orde Phyllachorales. Het komt voor op de korstmossen Aspicilia en Circinaria. In Nederland is het gevonden op zeedambordje (Circinaria leprosescens).

## Kenmerken
De ascomata zijn aanwezig en meten 250-350 × 200-250 µm. Pycnidiën zijn aanwezig. De conidiën zijn draadvormig en meten 20 × 2 µm. De asci zijn 4 tot 8-sporig en knotsvormig. De ascosporen zijn enkelvoudig, ellipsoïde of meestal langwerpig, hyaliene en meten 18,50-26,5 × 6,5-8,35 µm groot.

## Verspreiding
Lichenochora verrucicola komt voor in Europa en Noord-Amerika. In Nederland komt het zeer zeldzaam voor.